# Winfried Ringwald
Winfried Ringwald (* 12. Dezember 1950 in Dittigheim, heute Tauberbischofsheim) ist ein ehemaliger deutscher Ruderer.

## Leben
Winfried Ringwald startete für den Ludwigshafener Ruderverein von 1878. Von 1971 bis 1973 gewann er zusammen mit Alois Bierl dreimal die deutsche Meisterschaft im Zweier ohne Steuermann. 1973 siegten Bierl und Ringwald zusammen mit Steuermann Achim Roth auch im Zweier mit Steuermann.
Bei den Olympischen Spielen 1972 ruderte der 1,96 m große Ringwald im deutschen Achter, der den fünften Platz belegte. 1973 gewannen Bierl und Ringwald im Zweier ohne Steuermann die Bronzemedaille bei den Europameisterschaften in Moskau. 1976 reiste Ringwald als Ersatzruderer zu den Olympischen Spielen 1976 nach Montreal. Dort rückte er im B-Finale für Thomas Hitzbleck in den Zweier mit Steuermann; zusammen mit Klaus Jäger und Steuermann Holger Hocke belegte er den zweiten Platz und somit den achten Platz in der Gesamtwertung. 1977 wechselte Winfried Ringwald in den Deutschland-Achter, bei den Ruder-Weltmeisterschaften 1977 gewann er die Bronzemedaille und 1978 die Silbermedaille; Sieger wurde jeweils der Achter aus der DDR.
Winfried Ringwald blieb auch nach seiner sportlichen Karriere seinem Heimatverein verbunden, er war von  1991 bis 2022 Vorsitzender des Ludwigshafener Rudervereins von 1878 und ist seit dem Jahr 2006 Vorsitzender des Ludwigshafener Sportverbandes.